# سری جی‌پی۲
سری جی‌پی۲ (انگلیسی: GP2 Series) گونه‌ای از مسابقات موتوری برای خودروهای چرخ‌باز بود که در سال ۲۰۰۵ و در پی توقف برگزاری مسابقات فرمول ۳۰۰۰، که مسابقهٔ تغذیه‌کنندهٔ فرمول یک بود، معرفی شد. قالب جی‌پی۲ توسط برنی اکلستون و فلاویو بیاتوره ابداع شد. این در حالی است که اکلستون حقوق مربوط به نام سری جی‌پی۱ را نیز در اختیار دارد. این سری مسابقات در سال ۲۰۱۷ به مسابقات قهرمانی فرمول ۲ تغییر نام داد.